# Illey
Illey – wieś w Anglii, w hrabstwie ceremonialnym West Midlands, w dystrykcie metropolitalnym Dudley. Leży 10 km na południowy zachód od miasta Birmingham i 166 km na północny zachód od Londynu.